# Tramwaje w Nowotroicku

Schemat sieci tramwajowej

Tramwaje w Nowotroicku – system komunikacji tramwajowej w rosyjskim, mieście Nowotroick.
Tramwaje w Nowotroicku otwarto 5 listopada 1956. Od początku jako tramwaje elektryczne, kursujące po torze o szerokości 1524 mm. Do niedawna właścicielem tramwajów był kombinat metalurgiczny „Uralska Stal”. W mieście działa jedna zajezdnia tramwajowa, znajduje się ona przy pętli ТУ (Трамвайное управление – zajezdnia tramwajowa).

## Linie
W mieście funkcjonuje 5 linii:
- 1 Tramwajnoje uprawlienie (zajezdnia tramwajowa) – KChC
- 2 Rynok – FLC
- 3 Tramwajnoje uprawlienie – Rynok
- 4 Tramwajnoje uprawlienie – FLC
- 5 Rynok – KChC

Linie nr 4 i 5 kursują tylko w godzinach szczytu.

## Tabor
Podstawę taboru eksploatowanego w Nowotroicku stanowią wagony typu KTM-5, a uzupełniają je tramwaje typu KTM-8 i KTM-19. Łącznie w eksploatacji znajdują się 64 wagony:
| typ      | sztuk |
| -------- | ----- |
| KTM-5    | 48    |
| KTM-5A   | 4     |
| KTM-8K   | 3     |
| KTM-8KM  | 6     |
| KTM-19KT | 3     |

Tabor techniczny składa się z 5 wagonów:
- GS-4 – 1 wagon
- KTM-5 – 1 wagon
- TK-28A – 1 wagon
- VTK-01 – 1 wagon
- VTK-09A – 1 wagon